# جوف الحدابير (بكيل المير)

تعديل مصدري - تعديل

جوف الحدابير هي إحدى قرى عزلة العطن بمديرية بكيل المير التابعة لمحافظة حجة، بلغ تعداد سكانها 39 نسمة حسب تعداد اليمن لعام 2004.